# Эннесли, Артур, 1-й граф Маунтноррис
Артур Эннесли, 1-й граф Маунтноррис (англ. Arthur Annesley, 1st Earl of Mountnorris; 7 августа 1744 — 4 июля 1816) — ирландский пэр.

## Биография
Родился 7 августа 1744 года. Единственный сын Ричарда Эннесли, 6-го графа Англси (164—1761), и Джулианы Донован, графини Англси (? — 1777), которая принадлежала к младшему роду О’Донованов из клана Лафлин, Донованов из Баллимора в графстве Уэксфорд. Первоначально ходили слухи, что она была низкого происхождения, так как древние родословные некоторых ирландских семей в то время не были широко известны в англоязычном мире, а ее родословная происходила из отдаленного региона Ирландии, баронства Карбери. Графиня Джулиана происходила от Донела Ога на Картана О’Донована, 1-го лорда клана Лафлин, удерживавшего свои территории от короны с 1616 года.
Он получил образование в колледже Крайст-Черч Оксфордского университета.
14 февраля 1761 года после смерти своего отца Артур Эннесли унаследовал титулы 8-го виконта Валентия в графстве Керри (Пэрство Ирландии), 8-го барона Маунтнорриса из Маунтнорриса в графстве Арма (Пэрство Ирландии), 6-го барона Элтема из Элтема в графстве Корк (Пэсртво Ирландии) и 8-го баронета Эннесли из Маунтнорриса в графстве Арма (Баронетство Ирландии). Ирландская палата лордов признала его законным преемником своего отца.
22 апреля 1771 года Палата лордов Великобритании постановила, что его притязания на английские титулы отца недействительны и что, следовательно, эти титулы утратили силу после смерти его отца в 1761 году.
Член Тайного совета Ирландии с 1776 года, губернатор графства Уэксфорд в 1776—1778 годах, член Общества антиквариев (1799), член Королевского общества (1800).
3 декабря 1793 года ему был пожалован титул 1-го графа Маунтнорриса (Пэрство Ирландии).

## Семья
10 мая 1767 года лорд Маунтноррис женился первым браком на достопочтенной Люси Литтелтон (13 марта 1742/1743 — 20 мая 1783), дочери Джорджа Литтелтона, 1-го барона Литтелтона из Франкли, и Люси Фортескью. Дети от первого брака:
- Достопочтенный Артур Эннесли (2 ноября 1769 — 23 марта 1771)
- Джордж Эннесли, 2-й граф Маунтноррис (4 декабря 1770 — 23 июля 1844)[3], младший сын и преемник отца.
- Леди Джулиана Люси Эннесли (1772 — 10 октября 1833), в 1789 году она вышла замуж за Джона Максвелла (позже Максвелл-Барри, 5-й барон Фарнем)[5]
- Леди Эстер Аннабелла Эннесли (? — 14 августа 1844), в 1801 года она вышла замуж за генерал-майора Нормана Маклеода

20 декабря 1783 года он женился вторым браком на достопочтенной Саре Кавендиш (? — 2 января 1849), дочери сэра Генри Кавендиша, 2-го баронета, и Сары Кавендиш, 1-й баронессы Уотерпарк. Дети от второго брака:
- Достопочтенный Генри Артур Эннесли (24 марта 1792 — 20 августа 1818), с 1818 года женат на Саре Эйнсворт.
- Леди Кэтрин Эннесли (18 июля 1790 — 25 июня 1865), в 1814 году она вышла замуж за лорда Джона Томаса Генри Сомерсета, сына Генри Сомерсета, 5-го герцога Бофорта.
- Леди Фрэнсис Кэролайн Эннесли (1793 — 22 января 1837), в 1810 году она вышла замуж за Джеймса Уэддерберна-Уэбстера. Она была известна своими предполагаемыми любовными связями с известными мужчинами, такими как лорд Байрон и герцог Веллингтон, даже если это были всего лишь флирты.
- Леди Джулиана Эннесли, в 1837 году она вышла замуж за Роберта Бейли из Баллидаффа.

Граф Маунтноррис скончался 4 июля 1816 года в возрасте 71 года. Ему наследовал его младший сын от первого брака, Джордж Эннесли, 2-й граф Маунтноррис .